# Pigment-Volumen-Konzentration
Die Pigment-Volumen-Konzentration (PVK) oder Packungsdichte ist eine Kennzahl zur Beschreibung von Farben und Lacken.

## Definition
Die Pigment-Volumen-Konzentration gibt das Volumenverhältnis zwischen Pigmenten bzw. Füllstoffen und dem Bindemittel im ausgehärteten Lackfilm wieder. Dabei werden die Volumina der in der Formulierung enthaltenen Pigmente und Füllstoffe durch die Volumina aller festen Rohstoffe geteilt, zu denen neben Pigmenten und Füllstoffen auch die Bindemittel gehören:
{\displaystyle {\begin{aligned}PVK&={\frac {\sum {V_{P}}+\sum {V_{F}}}{\sum {V_{P}}+\sum {V_{F}}+\sum {V_{B}}}}\\&={\frac {1}{1+{\frac {\sum {V_{B}}}{\sum {V_{P}}+\sum {V_{F}}}}}}<100\%\end{aligned}}}
mit
- Volumen {\displaystyle V_{P}} der Pigmente
- Volumen {\displaystyle V_{F}} der Füllstoffe
- Volumen {\displaystyle V_{B}} der Bindemittel.

Zur Vereinfachung werden die ebenfalls in der Rezeptur enthaltenen Additive in der Berechnung üblicherweise nicht berücksichtigt; Lösemittel und Wasser sind im gehärteten Film ohnehin nicht mehr enthalten und fallen damit ebenfalls weg.
Die PVK wird üblicherweise in % ausgedrückt und liegt zwischen 0 % (Klarlack ohne jegliche Pigmente oder Füllstoffe) und 100  % (nur theoretisch möglich, da ohne Bindemittel).
Zur Berechnung werden zunächst die Volumina V der einzelnen Pigmente, Füllstoffe und Bindemittel aus deren Massen m (aus der Formulierung bekannt) und Dichten {\displaystyle \rho } (aus Herstellerinformation) berechnet:
{\displaystyle V={\frac {m}{\rho }}}
Dabei beziehen sich Masse und Dichte der Bindemittel stets auf den vernetzten Zustand; die Massen gelöster Bindemittel müssen also gegebenenfalls auf ihren Gehalt an nichtflüchtigen Anteilen (nfA) reduziert werden.

## Kritische Pigment-Volumen-Konzentration

### Definition
Die kritische Pigment-Volumen-Konzentration (KPVK) gibt die Pigment-Volumen-Konzentration an, bei der die Pigmente und Füllstoffe gerade noch vom Bindemittel benetzt werden.
Unterhalb der KPVK, also bei unterkritischen Formulierungen, sind die Oberflächen vollständig belegt. Es existieren nur Grenzflächen zwischen Pigment bzw. Füllstoff und Bindemittel.
Erhöht man den Pigmentanteil an der Formulierung weiterhin, so befindet man sich oberhalb der KPVK. Bei diesen überkritischen Formulierungen sind die Oberflächen nicht vollständig belegt. Zusätzlich zur Grenzfläche zwischen Pigment bzw. Füllstoff und Bindemittel kommen weitere Grenzflächen zwischen Pigment bzw. Füllstoff und Luft hinzu.

### Berechnung
Die KPVK kann nur experimentell genau bestimmt werden, da sie in hohem Maße von der jeweiligen Formulierung abhängt, genauer von der Benetzung der Pigmente und Füllstoffe durch das Bindemittel.
Eine grobe Berechnung kann aus dem Schüttvolumen der verwendeten Pigment-Füllstoff-Mischung erfolgen.

## Einfluss auf die Lackeigenschaften
Mit Veränderung der PVK verändern sich auch die Eigenschaften des Lackes. An der KPVK ändern sich einige Eigenschaften des Lackes dramatisch. Im Einzelnen sind dies:

### Glanz
Dadurch, dass kein geschlossener Lackfilm mehr besteht, ragen Pigment- und Füllstoffpartikel aus der Oberfläche hinaus. Es tritt ein Glanzverlust auf. Die Filmoberfläche erscheint matt.

### Bewitterungsverhalten
An der Grenzfläche zwischen Pigment und Luft ist ersteres nicht mehr durch das Bindemittel und die darin enthaltenen Additive geschützt. Dadurch wird die Wetterstabilität des Lackes deutlich schlechter. Forciert wird dies durch das mögliche Eindringen von Wasser in die Poren.

### Mechanische Eigenschaften
Je höher die PVK ist, desto geringer ist der Zusammenhalt innerhalb der filmbildenden Phase. Dadurch wird die Flexibilität des Films deutlich herabgesetzt.

### Deckvermögen
Die zusätzliche Grenzfläche zwischen Pigment bzw. Füllstoff und Luft sorgt aufgrund des größeren Unterschiedes der Brechungsindices im Vergleich zur Grenzfläche zwischen Pigment bzw. Füllstoff und Bindemittel für zusätzliche Streuung. Dadurch erhöht sich das Deckvermögen der Lackschicht.

## Anwendung

### Unterkritische Formulierungen
Unterkritische Formulierungen sind der Regelfall, da normalerweise die dort erzeugten Eigenschaften wie Bewitterungsstabilität, hoher Glanz und/oder gute mechanische Eigenschaften benötigt werden. Dies ist z. B. der Fall bei:
- Automobillacken (OEM und Reparaturlack)
- Industrielacken
- Pulverlacken
- Fassadendispersionsfarben
- Holzlacken

### Überkritische Formulierungen
In bestimmten Fällen sind jedoch gerade die Eigenschaften der überkritischen Formulierung gewünscht.
Das wichtigste Beispiel sind Innendispersionsfarben. Hier sind gute mechanische Eigenschaften, hoher Glanz und gutes Bewitterungsverhalten unerwünscht oder zumindest nicht relevant. Die Erhöhung des Deckvermögens ist aber wünschenswert, da die applizierte Schicht deckender wird. Bei Billigstqualitäten wird zusätzlich fast das gesamte als Weißpigment verwendete Titandioxid gegen Füllstoff ausgetauscht. Da diese Formulierungen im feuchten Zustand noch nicht deckend erscheinen, spricht man auch vom Dry-Hiding-Effekt (Trocken-Deck-Effekt). Solche Formulierungen können eine PVK von über 95 % aufweisen.